# Clásico Chacabuco
El Clásico Chacabuco es una carrera clásica para caballos fondistas que se disputa en el Hipódromo Argentino de Palermo, sobre 2400 metros de pista de césped y convoca a machos y hembras de 4 años y más edad, a peso por edad. Está catalogado como un certamen de Grupo 2 en la escala internacional. Hasta el año 2011 inclusive, este premio se disputó sobre pista de arena con 2500 metros de recorrido.
El nombre de esta competencia hace referencia a la Batalla de Chacabuco, una contienda de la Independencia de Chile, en la que se impuso el Ejército de los Andes liderado por el General San Martín, sobre el Ejército Realista de España. Se realiza tradicionalmente en el mes de julio.

## Últimos ganadores del Chacabuco
| Año      | Ganador              | País | Jockey                | País | Padre              | País | Madre           | País | Criador                        | Caballeriza      | Colores            |
| -------- | -------------------- | ---- | --------------------- | ---- | ------------------ | ---- | --------------- | ---- | ------------------------------ | ---------------- | ------------------ |
| 2025     | Crazy Talent         |      | Juan Carlos Noriega   |      | Equal Talent       |      | Maluca Pay      |      | La Caballeriza S.A.            | Aladino          |                    |
| 2024     | Epityrum             |      | Martín Valle          |      | Portal Del Alto    |      | Estas Afuera    |      | Haras Tiveres                  | Mística          |                    |
| 2023     | Mikonos Beach        |      | Adrián Giannetti      |      | Treasure Beach     |      | Modern Greek    |      | Haras El Gusy                  | Las Monjitas     | Horse racing silks |
| 2022     | Miriñaque            |      | Francisco Gonçalves   |      | Hurricane Cat      |      | Langostura      |      | Haras De La Pomme              | Parque Patricios |                    |
| 2021     | Winter Guest         |      | Francisco Gonçalves   |      | City Banker        |      | Stormy Timida   |      | Santiago Martínez de Hoz       | Tramo 20         |                    |
| 2020     | No hubo por pandemia |      |                       |      |                    |      |                 |      |                                |                  |                    |
| 2019     | Glorious Moment      |      | Altair Domingos       |      | Treasure Beach     |      | Ballado´s Cat   |      | Haras El Gusy                  | Las Monjitas     | Horse racing silks |
| 2018     | Expresso             |      | Francisco Gonçalves   |      | Sigfrid            |      | Expresada       |      | Haras El Doguito               | El Carmen        | Horse racing silks |
| 2017     | Ordak Dan            |      | Eduardo Ortega Pavón  |      | Hidden Truth       |      | Duna Ter        |      | Haras Caryjuan                 | Misterio         | Horse racing silks |
| 2016     | Besitos              |      | Juan Carlos Noriega   |      | Cima de Triomphe   |      | Union Camp      |      | Haras Don Arcángel             | Pay Ubre         | Horse racing silks |
| 2015 (*) | Spiritus             |      | Eduardo Ruarte        |      | Dushyantor         |      | Storm Lady F    |      | Haras Pozo de Luna             | Don Carlos       | Horse racing silks |
| 2015 (*) | Must Go On           |      | Gustavo Calvente      |      | Freud              |      | Miss Mucura     |      | Haras Santa Inés               | Tata y Tigre     | Horse racing silks |
| 2014     | Ganesh               |      | Altair Domingos       |      | Sulamani           |      | Zoran           |      | Haras Red Rafa                 | Stud Red Rafa    | Horse racing silks |
| 2013     | Soy Carambolo        |      | Juan Carlos Noriega   |      | Val Royal          |      | La Carambola    |      | Haras Polo                     | Haras Polo       | Horse racing silks |
| 2012     | Siembra Azul         |      | Altair Domingos       |      | El Sembrador       |      | Cremástica      |      | Laudelino Suárez               | Las Juanas       | Horse racing silks |
| 2011     | Expressive Halo      |      | Gustavo Calvente      |      | Halo Sunshine      |      | Embrace Moi     |      | Haras Abolengo                 | Axel             | Horse racing silks |
| 2010     | Send Inthe Clowns    |      | Rodrigo Blanco        |      | Know Heights       |      | Heavenly Dancer |      | Haras T.N.T.                   | Stud T.N.T.      | Horse racing silks |
| 2009     | Seminu               |      | Cristian Menéndez     |      | Gem Master         |      | Cheirosa        |      | Haras El Manzanar              | El Pulpo         | Horse racing silks |
| 2008     | Brioso Pay           |      | Pablo Falero          |      | Payant             |      | Honor Belle     |      | Haras Caryjuan                 | D'Artagnan       | Horse racing silks |
| 2007     | Calidoscopio         |      | Jacinto Herrera       |      | Luhuk              |      | Calderona       |      | Haras La Quebrada              | Doña Pancha      | Horse racing silks |
| 2006     | Inminente            |      | Luis Marcelino Méndez |      | Intérprete         |      | Gotcha          |      | Haras El Paraíso               | To-No-Go         | Horse racing silks |
| 2005     | Ronronero            |      | Pablo Falero          |      | Kitwood            |      | Gunina          |      | Oscar Toledo                   | La Reforma       | Horse racing silks |
| 2004     | Deleite Pin          |      | Lucas Sosa            |      | Lt. Pinkerton      |      | Joca Hei        |      | Haras Caryjuan                 | Gonzi y Emi      | Horse racing silks |
| 2003     | Bat Ruizero          |      | Jorge Valdivieso      |      | Bat Ático          |      | Soy de Ruiz     |      | Haras Los Césares              | Lacydon          | Horse racing silks |
| 2002     | Purvis               |      | Andrea Marinhas       |      | Ride The Rails     |      | La Carene       |      | Suc. de Mariano Villar Urquiza | Maluma           | Horse racing silks |
| 2001     | Tuozzo               |      | Juan Carlos Noriega   |      | Sonus              |      | Riberina        |      | Haras La Gringa                | Mariano A.       | Horse racing silks |
| 2000     | Potriwish            |      | Horacio Karamanos     |      | Potrillazo         |      | Auburn Wish     |      | Haras La Madrugada             | Nuevo Milenio    | Horse racing silks |
| 1999     | Frondoso             |      | Rubén Laitán          |      | Fitzcarraldo       |      | La Carmagnole   |      | Haras Ojo de Agua              | La Adelaida      | Horse racing silks |
| 1998     | Florida's Son        |      | Juan Carlos Noriega   |      | Stroke             |      | Florida Mickey  |      | Haras El Rosillo               | El Rosillo       | Horse racing silks |
| 1997     | Diddler              |      | Pablo Falero          |      | Political Ambition |      | Double Account  |      | Haras Vacación                 | Vacación         | Horse racing silks |
| 1996     | Dorian Gray          |      | Miguel Abregú         |      | Merce Cunningham   |      | Doryanne        |      | Haras La Quebrada              | Años Idos        | Horse racing silks |
| 1995     | Double Paid          |      | Pablo Falero          |      | Pepenador          |      | Double Account  |      | Haras Vacación                 | Vacación         | Horse racing silks |

- (*) Empataron en el primer puesto.